# 드 해빌랜드 캐나다 대쉬 8
드 해빌랜드 캐나다 Q 시리즈 또는 드 해빌랜드 캐나다 대쉬 8은 캐나다 봄바디어 에어로스페이스(Bombardier Aerospace)사가 제작한 프로펠러 동력의 터보프롭기이다.
봄바디어의 Q시리즈는 엔진이 2개이고, 중간 크기로 1984년에 첫 선을 보였다. 1996년 이후로는 '조용하다'(quiet)는 의미의 Q시리즈로 알려졌다. 지금까지 Q시리즈 1천대 이상이 제작됐고, 봄바디어사는 2016년까지 1천192대를 만들 것으로 예상하고 있다.

## 특징 및 개발 역사
Dash 8은 봄바디어 대쉬 7의 기본 레이아웃을 바탕으로 STOL 성능을 포기하고 4개 엔진에서 고출력 2개 엔진으로 바꾼 모델이다. 엔진은 Dash 7에 사용된 PWC의 PT6보다 출력이 2배 이상이 되는 PWC PT7A-2R (후에 PW120으로 명명됨)을 사용하였다. 1983년에 처녀 비행을 하였고, 1984년에 NorOntair에서 최초로 서비스에 투입되었다.
Dash 8은 Dash 7에 비해 순항 성능이 더 좋으며, 엔진의 개수가 줄어듦에 따라 운영 및 유지비가 적게 들었다. 그러나 소음이 매우 적었던 Dash 7에 비해서는 소음이 조금 더 있고, STOL 성능도 Dash 7에는 못 미쳤다 (Dash 7은 요구 활주로 길이 670 m, Dash 8은 910 m임).
봄바디어는 2008년, 100, 200 및 300 시리즈의 생산을 중단하고 400 시리즈만을 생산하겠다고 밝혔다. Dash 8은 660대가 생산되었다.
봄바디어는 2007년, 90석 규모로 확대된 새로운 Q400 모델 (현재는 Q400X로 명명됨)을 연구 중이라고 밝혔으며., 2009년에 이 모델이 2013년이나 2014년에 선보일 수도 있을 것임을 시사하였다. 그러나 Q400X의 구체적인 크기나 확실한 개발 시기 등은 밝히지 않았다. (후에 Q400X는 Q400 넥스트젠으로 명명되었다.)